# Équipe de France de beach soccer en 2011
Maillots
L'équipe de France de beach soccer en 2011 dispute le Championnat d'Europe et est invitée au BSWW Mundialito. 
À la suite du départ d'Éric Cantona, Stéphane François devient sélectionneur-joueur des Bleus. Relégué un an auparavant, l'équipe de France remonte en Division A de l'Euro Beach Soccer League.

## Résumé de l'année
Pour l'année 2011, après l'arrêt d'une génération (Thierry Ottavy, Noël Sciortino) formant une partie de l'ossature de l'équipe de France est en reconstruction.
En mai 2011, l'équipe de France se rend à La Réunion pour un stage d'entraînement. Ils affrontent aussi l'équipe des Réunionnais ainsi que celle des Mauriciens et les Anglais. Ce tournoi exhibition de beach soccer au Tampon est l'une des étapes du Pro Beach Soccer Tour. La France remporte ce tournoi Tampon Festisable 2011 avec trois victoires contre l'équipe de Maurice (10-3), de La Réunion (7-3) et face à l’Angleterre grâce à un triplé de Mickaël Pagis (6-5),. Ce dernier marque près de la moitié des buts bleus lors de la compétition (neuf sur 23).
Fin juillet, relégué en Division B de l'Euro BS League l'année précédente, l’équipe de France joue face la Biélorussie et l’Azerbaïdjan à Ravenne en Italie. L'objectif est de gagner les deux rencontres pour se qualifier pour la Super-finale début août à Moscou. Et celui-ci est rempli avec deux succès respectivement 1-1 tab 1-0 et 4-2.
Lors du tournoi de promotion de l'Euro Beach Soccer League, la France domine les Pays-Bas (5-4) puis l'Israël (3-1) avant de battre la Turquie (6-3) en finale, grâce à un quadruplé de Didier Samoun et obtenir leur promotion en Division A pour l'année 2012.
Les Bleus enchaînent en participant au BSWW Mundialito 2011 début août. Opposés à des nations majeurs que sont le Brésil, le Portugal et le Mexique, les Tricolores connaissent leurs trois seules défaites de l'année et terminent dernier du tournoi. Ils débutent par concéder leur plus lourd revers de la saison contre les Portugais (2-6) avant de perdre deux fois 7-4 contre les Auriverde puis les Mexicains, malgré un triplé de Samoun lors de ce dernier..

## Matchs

### Calendrier
| Compétition                          | Lieu      | Date            | Adversaire  | Résultat         |
| ------------------------------------ | --------- | --------------- | ----------- | ---------------- |
| Match amical                         | Le Tampon | 12 mai 2011     | Réunion     | 3 – 4            |
| Pro BS Tour - Tampon Festisable      | Le Tampon | 13 mai 2011     | Maurice     | 10 – 3           |
| Pro BS Tour - Tampon Festisable      | Le Tampon | 14 mai 2011     | Réunion     | 3 – 7            |
| Pro BS Tour - Tampon Festisable      | Le Tampon | 15 mai 2011     | Angleterre  | 6 – 5            |
| Euro BS League - Division B          | Ravenne   | 22 juillet 2011 | Biélorussie | 1-1 t. a. b. 1-0 |
| Euro BS League - Division B          | Ravenne   | 24 juillet 2011 | Azerbaïdjan | 4 – 2            |
| Euro BS League - superfinale         | Moscou    | 4 août 2011     | Pays-Bas    | 4 – 5            |
| Euro BS League - superfinale         | Moscou    | 5 août 2011     | Israël      | 1 – 3            |
| Euro BS League - Finale de promotion | Moscou    | 7 août 2011     | Turquie     | 3 – 6            |
| BSWW Mundialito 2011                 | Portimão  | 10 août 2011    | Portugal    | 2 – 6            |
| BSWW Mundialito 2011                 | Portimão  | 11 août 2011    | Brésil      | 7 – 4            |
| BSWW Mundialito 2011                 | Portimão  | 12 août 2011    | Mexique     | 7 – 4            |

### Feuilles de matchs
| Match amical      | Réunion | 3 – 4 | France |                                           |                                           |
| 12 mai 2011 19h00 |         |       |        | stade Roger Bénard, Le Tampon, La Réunion | stade Roger Bénard, Le Tampon, La Réunion |

| Sélectionneur : |
| Joël Cantona    |

| Sélectionneur : |
| Joël Cantona    |

| Sélectionneur :    |
| Jean-Louis Mussard |

| Sélectionneur : |
| Joël Cantona    |

| Sélectionneur :    |
| Jean-Louis Mussard |

| Sélectionneur : |
| Joël Cantona    |

| Sélectionneur : |
| Joël Cantona    |

| Sélectionneur : |
| Joël Cantona    |

| Sélectionneur :                                |
| Joël Cantona (sél.) / Stéphane François (ent.) |

| Sélectionneur :     |
| Eduard Dzemenkavets |

| Sélectionneur :                                |
| Joël Cantona (sél.) / Stéphane François (ent.) |

| Sélectionneur :     |
| Eduard Dzemenkavets |

| Sélectionneur :                                |
| Joël Cantona (sél.) / Stéphane François (ent.) |

| Sélectionneur : |
| Emil Dzabarov   |

| Sélectionneur :                                |
| Joël Cantona (sél.) / Stéphane François (ent.) |

| Sélectionneur : |
| Emil Dzabarov   |

| Titulaires :  |                  |  |
|               |                  |  |
| 21            | Gardien de but   |  |
| 2             | Capitaine        |  |
| 5             |                  |  |
| 7             | P. Ax            |  |
| 10            | L. Koswal        |  |
|               |                  |  |
| Remplaçants : |                  |  |
| 3             | W. Van Der Gaauw |  |
| 4             | Entré            |  |
| 6             | Entré            |  |
| 16            | Tosch            |  |
|               |                  |  |

| Titulaires :    |           |  |
|                 |           |  |
| 16              | Ruiz      |  |
| 5               | Samoun    |  |
| 8               | François  |  |
| 9               | Pagis     |  |
| 15              | Édouard   |  |
|                 |           |  |
| Remplaçants :   |           |  |
| 1               | Gasset    |  |
| 3               | Soares    |  |
| 4               | Devaux    |  |
| 7               | Basquaise |  |
| 14              | F. Mendy  |  |
|                 |           |  |
| Sélectionneur : |           |  |
| Thierry Ottavy  |           |  |

| Titulaires :  |                  |  |
|               |                  |  |
| 21            | Gardien de but   |  |
| 2             | Capitaine        |  |
| 5             |                  |  |
| 7             | P. Ax            |  |
| 10            | L. Koswal        |  |
|               |                  |  |
| Remplaçants : |                  |  |
| 3             | W. Van Der Gaauw |  |
| 4             | Entré            |  |
| 6             | Entré            |  |
| 16            | Tosch            |  |
|               |                  |  |

| Titulaires :    |           |  |
|                 |           |  |
| 16              | Ruiz      |  |
| 5               | Samoun    |  |
| 8               | François  |  |
| 9               | Pagis     |  |
| 15              | Édouard   |  |
|                 |           |  |
| Remplaçants :   |           |  |
| 1               | Gasset    |  |
| 3               | Soares    |  |
| 4               | Devaux    |  |
| 7               | Basquaise |  |
| 14              | F. Mendy  |  |
|                 |           |  |
| Sélectionneur : |           |  |
| Thierry Ottavy  |           |  |

| Titulaires :  |                        |  |
|               |                        |  |
| 12            | Gardien de but         |  |
| 7             |                        |  |
| 9             | Capitaine              |  |
| 10            | K. Badash              |  |
| 15            |                        |  |
|               |                        |  |
| Remplaçants : |                        |  |
| 22            | Gardien de but · Entré |  |
| 8             | Entré                  |  |
| 12            | Entré                  |  |
| 14            | Entré                  |  |
|               |                        |  |

| Titulaires :    |           |  |
|                 |           |  |
| 1               | Gasset    |  |
| 7               | Basquaise |  |
| 8               | François  |  |
| 9               | Pagis     |  |
| 15              | Édouard   |  |
|                 |           |  |
| Remplaçants :   |           |  |
| 16              | Ruiz      |  |
| 3               | Soares    |  |
| 4               | Devaux    |  |
| 14              | F. Mendy  |  |
|                 |           |  |
| Sélectionneur : |           |  |
| Thierry Ottavy  |           |  |

| Titulaires :  |                        |  |
|               |                        |  |
| 12            | Gardien de but         |  |
| 7             |                        |  |
| 9             | Capitaine              |  |
| 10            | K. Badash              |  |
| 15            |                        |  |
|               |                        |  |
| Remplaçants : |                        |  |
| 22            | Gardien de but · Entré |  |
| 8             | Entré                  |  |
| 12            | Entré                  |  |
| 14            | Entré                  |  |
|               |                        |  |

| Titulaires :    |           |  |
|                 |           |  |
| 1               | Gasset    |  |
| 7               | Basquaise |  |
| 8               | François  |  |
| 9               | Pagis     |  |
| 15              | Édouard   |  |
|                 |           |  |
| Remplaçants :   |           |  |
| 16              | Ruiz      |  |
| 3               | Soares    |  |
| 4               | Devaux    |  |
| 14              | F. Mendy  |  |
|                 |           |  |
| Sélectionneur : |           |  |
| Thierry Ottavy  |           |  |

| Titulaires :  |                        |  |
|               |                        |  |
| 1             | Gardien de but         |  |
| 4             |                        |  |
| 5             | Yücel                  |  |
| 11            | B. Terzioglu           |  |
| 14            | I. Kerem               |  |
|               |                        |  |
| Remplaçants : |                        |  |
| 12            | Gardien de but · Entré |  |
| 6             | Entré                  |  |
| 7             | Tamer Ay               |  |
| 8             | Adil                   |  |
| 9             | Entré                  |  |
|               |                        |  |

| Titulaires :    |           |  |
|                 |           |  |
| 16              | Ruiz      |  |
| 7               | Basquaise |  |
| 8               | François  |  |
| 5               | Samoun    |  |
| 15              | Édouard   |  |
|                 |           |  |
| Remplaçants :   |           |  |
| 1               | Gasset    |  |
| 3               | Soares    |  |
| 4               | Devaux    |  |
| 9               | Pagis     |  |
| 14              | F. Mendy  |  |
|                 |           |  |
| Sélectionneur : |           |  |
| Thierry Ottavy  |           |  |

| Titulaires :  |                        |  |
|               |                        |  |
| 1             | Gardien de but         |  |
| 4             |                        |  |
| 5             | Yücel                  |  |
| 11            | B. Terzioglu           |  |
| 14            | I. Kerem               |  |
|               |                        |  |
| Remplaçants : |                        |  |
| 12            | Gardien de but · Entré |  |
| 6             | Entré                  |  |
| 7             | Tamer Ay               |  |
| 8             | Adil                   |  |
| 9             | Entré                  |  |
|               |                        |  |

| Titulaires :    |           |  |
|                 |           |  |
| 16              | Ruiz      |  |
| 7               | Basquaise |  |
| 8               | François  |  |
| 5               | Samoun    |  |
| 15              | Édouard   |  |
|                 |           |  |
| Remplaçants :   |           |  |
| 1               | Gasset    |  |
| 3               | Soares    |  |
| 4               | Devaux    |  |
| 9               | Pagis     |  |
| 14              | F. Mendy  |  |
|                 |           |  |
| Sélectionneur : |           |  |
| Thierry Ottavy  |           |  |

| BSWW Mundialito 2011 | France                     | 2 – 6 | Portugal                                                         |                          |                          |
| 10 août 2011 17:15   | Basquaise 1re · Samoun 27e |       | 1re Alan · 9e, 26e J. Santos · 19e B. Torres · 35e, 36e Belchior | Praia da Rocha, Portimão | Praia da Rocha, Portimão |
| 10 août 2011 17:15   | Rapport                    |       |                                                                  | Praia da Rocha, Portimão | Praia da Rocha, Portimão |

| BSWW Mundialito 2011 | Brésil                                                              | 7 – 4 | France                                                 |                          |                          |
| 11 août 2011 16:00   | Betinho 4e, 7e, 26e · Bruno 14e · Sidney 17e · André 19e · Fred 28e |       | 9e, 36e Barbotti · 14e Jean-Marc Edouard · 26e Touchat | Praia da Rocha, Portimão | Praia da Rocha, Portimão |
| 11 août 2011 16:00   | Rapport                                                             |       |                                                        | Praia da Rocha, Portimão | Praia da Rocha, Portimão |

| BSWW Mundialito 2011 | Mexique                                                                           | 7 – 4 | France                             |                          |                          |
| 12 août 2011 16:00   | M. Plata 2e, 27e · O. Cervantes 7e, 7e, 15e · J. Navarrete 26e · A. Rodríguez 31e |       | 12e, 28e, 35e Samoun · 33e Touchat | Praia da Rocha, Portimão | Praia da Rocha, Portimão |
| 12 août 2011 16:00   | Rapport                                                                           |       |                                    | Praia da Rocha, Portimão | Praia da Rocha, Portimão |

## Personnalités

### Staff technique
En 2011, Stéphane François devient entraîneur-joueur, en remplacement d'Éric Cantona.
La première sélection de l'année, au mois de mai, est conduite par Joël Cantona et Jean-Louis Favaudon. Ce dernier est conseiller technique national, chargé du développement du beach soccer. En juillet pour les deux matchs de Division B en Euro BS League, les Bleus sont conduits par le quatuor Joël Cantona, Jean-Louis Favaudon, Stéphane François et Thierry Ottavy,. Lors de la super-finale suivante, Thierry Ottavy est sur le banc français.
| Encadrement technique 2011 | Encadrement technique 2011 |
| Nom                        | Fonction                   |
| -------------------------- | -------------------------- |
| Alain Porcu                | chef de délégation         |
| Joël Cantona               | sélectionneur              |
| Stéphane François          | entraîneur-joueur          |
| Jean-Louis Favaudon        | entraîneur adjoint         |
| Thierry Ottavy             | entraîneur adjoint         |
| Corentin Ventre            | kinésithérapeute           |
| Laurent Durbec             | coordinateur intendance    |

### Effectif utilisé
Lors de cette année 2011, Ghyslain Touchat, Robin Gasset, Anthony Barbotti et Ludovic Liron font leurs débuts en équipe de France.
| N° | Nom                    | Date de naissance | Club                         | En sélection depuis | Sél. | Buts | MJ | BM |
| -- | ---------------------- | ----------------- | ---------------------------- | ------------------- | ---- | ---- | -- | -- |
| 1  | Robin Gasset           | 12 février 1981   | AS Lattes & CE Palavas       | 2011                | 12   | 0    | 12 | -  |
| 16 | Rémy Ruiz              | 6 décembre 1982   | US Marignane                 | 2006                |      |      | 12 | -  |
| 7  | Jérémy Basquaise       | 21 septembre 1985 | AS Marsouins                 | 2006                |      |      | 12 | 6  |
|    | Anthony Barbotti       | 8 mars 1988       | AS Lattes & CE Palavas       | 2011                | 12   | 5    | 12 | 5  |
| 4  | Jean-Christophe Devaux | 16 mai 1975       | Ain Sud Foot                 | 2010                |      |      |    | -  |
| 15 | Jean-Marc Édouard      | 5 juin 1973       | AS Aix                       | 2005                |      |      | 8  | 3  |
|    | Anthony Fayos          | 28 octobre 1986   | FC Grande Motte & CE Palavas | 2010                |      |      |    | 2  |
| 8  | Stéphane François      | 11 avril 1976     | FC Martigues                 | 2005                | 183+ |      |    | 2  |
|    | Ludovic Liron          | 30 janvier 1978   | AS Béziers                   | 2011                |      |      |    | 1  |
|    | Anthony Mendy          | 5 octobre 1983    | AS Gardanne                  | 2004                |      |      |    | 1  |
| 14 | Frédéric Mendy         | 29 novembre 1973  | retraité                     | 2010                |      |      |    | 1  |
| 9  | Mickaël Pagis          | 17 août 1973      | retraité                     | 2010                |      |      |    | 10 |
| 5  | Didier Samoun          | 29 août 1980      | ES Vitrolles                 | 2002                |      |      | 12 | 14 |
| 3  | Julien Soares          | 22 octobre 1988   | CE Palavas                   | 2010                |      |      |    | 3  |
|    | Ghyslain Touchat       | 3 septembre 1980  | AS Lattes & CE Palavas       | 2011                |      |      |    | 2  |

### Effectifs par rassemblement
En juillet pour les deux matchs de Division B en Euro BS League, à l’exception de Mickaël Pagis et Anthony Mendy, l’équipe de France présente la même équipe vainqueur du Festisable. Les Bleus observent le retour de Jean-Marc Édouard, ancien capitaine de la sélection.
| Nom                    | Festisable | EBSL étape | EBSL finale | Mundialito | TT |
| ---------------------- | ---------- | ---------- | ----------- | ---------- | -- |
| Robin Gasset           | X          | X          | X           | X          | 4  |
| Rémy Ruiz              | X          | X          | X           | X          | 4  |
| Jérémy Basquaise       | X          | X          | X           | X          | 4  |
| Anthony Barbotti       | X          | X          | X           | X          | 4  |
| Jean-Christophe Devaux | X          | X          | X           | nc         | 3+ |
| Jean-Marc Édouard      |            | X          | X           | X          | 3  |
| Anthony Fayos          | X          | X          | nc          | nc         | 2+ |
| Stéphane François      | X          | X          | X           | nc         | 3+ |
| Ludovic Liron          | X          | X          | nc          | nc         | 2+ |
| Anthony Mendy          | X          |            | nc          | nc         | 1+ |
| Frédéric Mendy         |            | X          | X           | nc         | 2+ |
| Mickaël Pagis          | X          |            | X           | nc         | 2+ |
| Didier Samoun          | X          | X          | X           | X          | 4  |
| Julien Soares          | X          | X          | X           | nc         | 3+ |
| Ghyslain Touchat       |            |            | nc          | X          | 1+ |
| Nombre de joueurs      | 12         | 12         | nc          | nc         |    |

### Buteurs
Lors du tournoi Tampon Festisable 2011, Mickaël Pagis inscrit neuf des vingt-trois buts de la sélection française dont un triplé en finale.
Anthony Barbotti inscrit son premier doublé contre le Brésil au Mundialito.
| Nom               |   |      |     |     |     |     |     |     |     |     |     |     | TT |
| ----------------- | - | ---- | --- | --- | --- | --- | --- | --- | --- | --- | --- | --- | -- |
| Jérémy Basquaise  |   | 1    |     |     |     | 1   | 1   | 2   |     | 1   |     |     | 6  |
| Anthony Barbotti  |   | 1    | 1   | 1   |     |     |     |     |     |     | 2   |     | 5  |
| Jean-Marc Édouard |   |      |     |     |     | 2   |     |     |     |     | 1   |     | 3  |
| Anthony Fayos     |   |      | 1   | 1   |     |     |     |     |     |     |     |     | 2  |
| Stéphane François |   |      |     |     |     |     | 2   |     |     |     |     |     | 2  |
| Ludovic Liron     |   |      |     | 1   |     |     |     |     |     |     |     |     | 1  |
| Anthony Mendy     |   | 1    |     |     |     |     |     |     |     |     |     |     | 1  |
| Frédéric Mendy    |   |      |     |     |     |     |     |     | 1   |     |     |     | 1  |
| Mickaël Pagis     |   | 2    | 4   | 3   |     |     |     |     | 1   |     |     |     | 10 |
| Didier Samoun     |   | 3    |     |     | 1   |     | 1   | 1   | 4   | 1   |     | 3   | 14 |
| Julien Soares     |   |      | 1   |     |     | 1   | 1   |     |     |     |     |     | 3  |
| Ghyslain Touchat  |   |      |     |     |     |     |     |     |     |     | 1   | 1   | 2  |
| Résultats         | - | 10-3 | 7-3 | 6-5 | 1-0 | 4-2 | 5-4 | 3-1 | 6-3 | 2-6 | 4-7 | 4-7 |    |

Deux buteurs du premier match contre Maurice sont inconnus.